# 佐久间水坝
佐久间水坝是一座日本水坝。其跨越靜岡縣滨松市天龍區和愛知縣北設樂郡豐根村，位于一級水系天龍川主流的中游部。
佐久间水坝是一座由JEE电源开发（J-POWER）所管理的155.5米高混凝土重力坝。作为日本在二战之后土木工程建设技术的原点被铭刻在日本水利事业的历史上，同时也是日本大容量贮水池式发电站建设的起源。佐久间发电站和新丰根发电站以最大147.5万千瓦水力發電为主要建设目的，而且兼做丰川用水的水源等作用。自2004年以来，國土交通省积极推进大型水坝重建项目，使其成为拥有防洪功能的多功能水坝。水坝所形成的人工湖被命名为“佐久间湖”，除了入选“水坝湖百选”还被指定建成为天龍奧三河國定公園，成为该地区的主要旅游目的地。

## 概况
佐久间水坝建在日本天龙川水系的天龙川上，距离新丰根水电站约2千米，是一座坝顶最高155.5米，总库容量达3.268亿立方米，在日本全境坝高第九、总蓄水容量第八的大型混凝土重力坝。这座水坝项目计划最早始于1952年12月，是日本二战后新开发和修建的第一个大型水利工程。水坝主体实际于1953年4月开工，耗资388亿日元，于1956年4月竣工。建成后坝顶长为293.5米，坝体体积为109.4万立方米，水库有效蓄水量20544.4万立方米，年发电量13亿千瓦时。是为日本历史上首座超过150米高的水坝。整座水坝建造在花岗岩基础岩盘上使用混凝土约122万立方米，采用四级花岗岩质配骨料，中热波特兰水泥，以美国进口加气剂配合混料。

## 地理
水坝所处的天龙川是日本第九大河，以诹访湖为水源地，经木曾山脈和赤石山脈之间的缝隙向南流。上游建造有泰阜水坝和平冈水坝，佐久间水坝建于下游。水坝建在天龙川与曲流增大的大千濑川交汇点的上游，靜岡縣和愛知縣县境内。水坝建造当时的所在地位于磐田郡佐久间村，水坝建造完成后不久由于昭和大合并而并入佐久間町，之后又由于平成大合并而并入滨松市，因为该地现在成为政府指定城市，现在已成为天龙区所属。拥有超过100米高水坝的政府指定城市除了滨松市外，还有札幌市（丰平峡、定山溪水坝）和靜岡市（畑薙第一水坝、井川水坝）。
另外，在包含了佐久间湖的情况下，除了静冈县和爱知县之外，还覆盖到了长野县下伊那郡天龍村，横跨三个县的水坝在日本也是很罕见的。

## 沿革
天龙川受赤石、木曾两山裹挟，因夏季多雨而且冬季降雪导致一年四季水流量丰沛。从流域中游的长野县饭田市到静冈县滨松市天龙区（原天龙市）附近约80公里的区间将成为以天龙峡为首形成险峻峡谷的急流。由于它是水力发电的理想河流，自大正时代以来，水电开发的概念就已经开始。

### 天龙川的水力发电开发

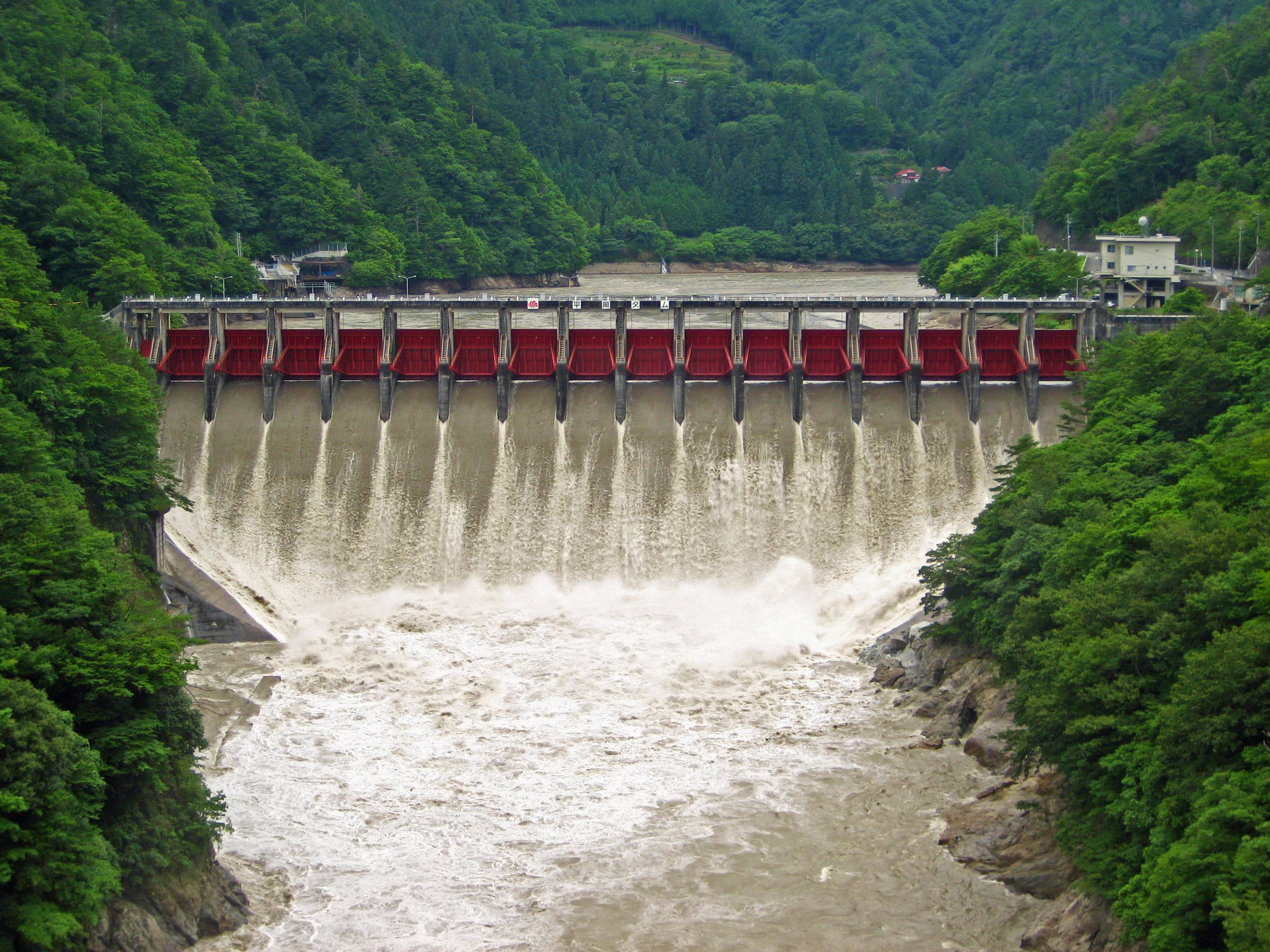
佐久间水坝建成以前天龙川最大的发电用水坝——平冈水坝

天龙川上最早建成的水利发电站是由福泽桃介所创立的天龙川电力于1927年（昭和2年）完成建造的大久保水坝、大久保发电厂（输出功率1500千瓦）。接着是分别于1929年（昭和4年）和1937年（昭和12年）完成建设的南向水坝、南向发电厂（2.41万千瓦）和泰阜水坝、泰阜发电厂（5.25万千瓦）大大加速推动了天龙川的水力发电事业。但是在1939年，随着第一次近卫内阁根据旨在控制国家电力的军部的意向出台了《电力管理法》，而成立了日本发送电。一边逐步接收天龙川上的水力发电站，从1940年（昭和15年）开始建设当时天龙川规模最大的平冈水坝和平冈发电站（4.1万千瓦），但是随着太平洋战争的白热化而不得不中断。
战争期间，日本政府对民用电力供应进行了限制，战争结束后这一限制的解除一下子使电力需求有所增加。然而发电站和变电所等输电设施因空袭带来的破坏和过度使用带来的设备故障使得其无法再发挥出像过去（指战前）一样的发电能力，另外也因新的开发项目的中断，电力供应已明显下降。由此，电力供应和需求的平衡崩塌，日本陷入极端的电力短缺中，各地停电事故频发。因此，日本发送电公司重新恢复了战前停工的平冈发电站的建造工程。然而，1948年（昭和23年）日本发送电因被认定为《过度经济力排除法》的制裁对象，并于1951年（昭和26年）以按照《波茨坦政令》制定的《电器事业重新改组令》，被拆分并民营化成9家电力企业。天龙川水系的发电用水权和水力发电站的归属都被移交给了新拆分出来的中部電力。但是，包含中部电力在内的9家电力公司均成立不久，经营基础薄弱，没有能力进行能够从根本上解决电力不足问题的大规模电力开发工程。

### 大型水坝计划
为此，当时全盘负责经济政策制定的经济安定本部担心由于慢性的电力不足而产生的停电事故，会致使战后日本工业复苏遭到抑制并带来安全局势的恶化。于是为应对当时所面临的水害频发和粮食供应不足等问题，就以战前（第二次世界大战前）物部长穗所提出的河川综合开发事业提案为中心计划进行河流的开发，以达到治水以及电力和粮食供应的改善。在天龙川流域，长野县由林虎雄（时任知事）主持于1949年（昭和24年）启动以对支流三峰川进行防洪和发电开发的三峰川综合开发项目。在下游地区，则有農林省（后来的農林水產省）规划的以改善三方原台地和愛知縣渥美半島的灌溉用水调度为目标的土地改良项目等多方位发展。第3次吉田内閣为了推进河流水资源利用的大规模社區總體營造而于1951年实行《国土综合开发法》，以全日本19个地区为对象发起了“特定地区综合开发计划（特定地域総合開発計画）”。1954年6月11日，将天龙川水系划入前述计划的特定地区，以治水和灌溉以及水电开发为中心的天龙东三河特定地区综合开发计划在阁议上正式被批准。该计划的主要内容包括，在天龙川上游建造美和水坝和高远水坝（三峰川），进行治水、发电以及伊那盆地的灌溉；在中游建设大规模发电用水坝，进行大功率水力发电，并以水库为水源，通过丰川用水和三方原用水等，灌溉静冈县西部和爱知县东部。
为此就有必要在天龙川中游修建大型水坝，而被挑选出来的地方就是佐久间地区。这一地区两岸都是陡峭断崖组成的V字谷，在地理学上也是大型水坝建设的理想位置。早在1921年（大正10年），当时的名古屋電灯就已经获得了当地的水利权，在那之后的東邦電力和日本发送电在继承了水利权后继续进行了方案研讨。战后，中部電力和東京電力共同制定了开发计划，但都未见正式公布。在佐久间地区难以开展计划的原因有如下几点：
1. 水坝修筑地点的两岸是几近绝壁的悬崖，除了船只外没有别的方法可以抵达，在当时以使用卡车和畚箕（日语：もっこ）为主的土木工程技术无法进行施工。
2. 天龙川的流量非常大，尤其是春夏两季。在水坝本体建造前期阶段，需要建造临时排水隧道将河流从施工现场分流。而以当时的土木工程技术水平，很难在相对较短的少雨期完成可以应对天龙川洪水期流量[註 2]的大口径隧道[31][32]。一旦洪水来临，需要较长的时间来进行扩建和重建作业。
3. 在河床上沉积的砾石沉積物深达25米[7]，由于一个重要的因素难以挖掘和清除。
4. 日本发送电分割、私有化之后刚刚诞生的电力公司由于经营基础薄弱，无法承担独立在佐久间地区建设水坝的资金筹措。

以上这些，即土木技术问题和支撑这些问题的资金问题复合在一起，若不能解决，就无法在佐久间地区建造水坝。当时的开发商最终只能止步于设想阶段。

### 移交给电源开发
但是，作为解决电力不足问题和天龙东三河特定地区综合开发计划的基础，佐久间地区的水坝建设计划是不可避免的。为此，政府委托1952年(昭和27年)成立的特殊法人电源开发公司来开发天龙川中流部的水力发电项目。其依据是同年7月31日实行的《电源开发促进法》第3章第13条。依照该条款：
1. 只见川等河流的大规模或难以实施的电力开发；
2. 与北上川及其他需要特别考虑国土综合开发、利用和保护的河流相关的电力开发；
3. 电力开发涉及火电、核电以及球磨川等河流，这对于调整区域电力供需尤为必要。

规定了电源开发可以在合适的地区进行工程项目开展活动。基于同一法规，电源开发也以电力公司身份参与到了只见特定地区综合开发计划、北上特定地区综合开发计划和吉野熊野特定地区综合开发计划中。由于天龙川中游和佐久间地区也属于上述1和2点，因此成为电力开发的目标开发地区，并加入天龙奥三河特定区域综合开发计划。从中部电力转让发电用水权后的同年10月20日，电源开发在成立仅一个月后正式宣布建造佐久间水坝和佐久间发电厂。

## 移民补偿
佐久间水坝同田子仓水坝（只見川）和御母衣水壩（庄川）一样是电源开发自成立初期就开始推进的重大项目。但是，如果按照计划建设水坝，建成后蓄水淹没范围将扩大到上游平冈水坝的正下游。这一带由于是山间平地，到处都是居民聚居区。因水坝建成后蓄水导致的水淹地区波及248户居民，因工程用地建设波及48户居民，总计有296户被迫迁移。此外，76公顷宅基地、446公顷农田、山林4,408公顷森林将被水淹，直接导致将需要大规模的补偿案发生。而且，由于水淹地区范围广阔，涉及物件众多，不仅跨越静冈县，还涉及爱知县丰根村、富山村以及长野县天龙村总计三个县7个町村，因此预计补偿协商将面临困难。

### 补偿谈判过程
1953年（昭和28年）1月电源开发以原南满洲铁道副总裁、时任电源开发负责赔偿相关事宜的理事平岛敏夫为总负责人，设立了“佐久间补偿推进本部”。开始着手制定补偿的标准，进行补偿谈判的准备。但是，由于被水淹居民的反抗和惯例水利权问题，静冈、爱知、长野三县的有关人士对建设水库问题态度冷淡，没有表现出积极合作的响应。另外，随着水坝的建设，沿着天龙川的国铁饭田线约18公里区间和丰根发电站将被水淹没，而且随着林业的影响，木筏漂流带来的漂流木资源也将被迫中断。因此，除了对居民的赔偿，铁路事业赔偿、电力事业赔偿和林业赔偿也堆积如山。据报道，平岛带领下赔偿促进总部的工作人员遭受了如“尿血”般的巨大的痛苦。同年5月，政府在国务会议上通过了“伴随电源开发的水淹以及其他损失补偿纲要”（電源開発に伴う水没その他による損失補償要綱），对发电用水库建设相关的补偿对策、掌管电力行政的通商产业省（后来的经济产业省）采取了补助措施。
第二年（昭和29年）1月，以上一年制定的补偿标准为基础，建设方开始了与居民的补偿协商。因为水淹地区居民已经知道了建设水坝的重要性，所以有的提出了“以银座一等地的土地价格进行补偿，否则在别处建水坝”等难题。由于祖传土地面临被水淹没的危机，所以居民们也展开了激烈的争执。对此，平岛大体上采取了根据居民要求进行补偿的姿态。
首先，以高度透明的协商为基础，在佐久间村、丰根村、富山村和天龙村分别设立对策委员会，进行了团体协商，遏制了通过个人协商得到的不透明补偿。在房屋补偿方面，建筑工程师根据每栋房屋的测量、制图、房屋材料等来决定补偿价格。对于农地和山林，根据农作物种植情况，按照坪单价、用材单价计算了价格。另外，对于包括流筏业者在内的因水库建设而转业或停业的居民，推进总部所属职员们给予了详细的应对，并接受了就业介绍和生活设计咨询。至于公共补偿方面，学校、道路、桥梁等公共物品的新建、移建及增建，全部由电源开发公司承包，以当时的数额，投入了十七亿元进行基础设施维护工程。
在佐久间水坝的电力开发补偿方面，与同时期的田子仓水坝赔偿事件一样，主要以高额补偿金额为主要解决方案。负责河川行政并在各地推进多功能水坝建设的建設省（后来的國土交通省）出于避免补偿金额上升对项目费用造成压力的立场，特别提出异议。当时建设省对水库淹没补偿的态度，例如对1953年建设的石渊水坝（胆泽川）淹没居民的态度，在1963年（昭和38年）科学技术厅（现在的文部科學省）发行的《石渊水库淹没补偿实况调查报告》（石淵貯水池の水没補償における実態調査報告）中被严厉批评为“强调国家利益，凸显自身权威主义和强制征用，缺乏关心淹没居民的态度”（国益を強調し自らの立場を高める権威主義と強制収用をちらつかせる強圧的態度を貫き、水没住民を思い遣る態度は全く見られない）。同时，正在施工中的藤原水坝（利根川）和铠畑水坝（玉川）等项目也出现了与当地居民之间的摩擦。然而，电源开发方面对建设省的异议表示，“补偿谈判不会按照一纸计划进行”（補償交渉は一片のペーパープラン通りには進まない），并推进以居民为中心的补偿谈判。
电源开发对于补偿的态度是由当时的总裁高碕達之助的坚定意志所决定的。这成为了御母衣水坝的“幸福备忘录”以及的移植荘川樱等水坝和发电厂建设的基本方针。在1968年（昭和43年）施工的九头龙水坝（九头龙川）中，确立了“九头龙补偿方式”，即“在补偿谈判完成前不会开始水坝工程”（補償交渉が完了するまではダム工事には着手しない）。另一方面，直到经历了蜂巢城争议，国家才在1973年（昭和48年）《水源地区对策特别措施法》出台之后，提出了对于淹没居民的明确补偿指导方针。

### 补偿谈判的结论
有关国铁饭田线的变更，请参考与佐久间水坝建设相关的路线变更。

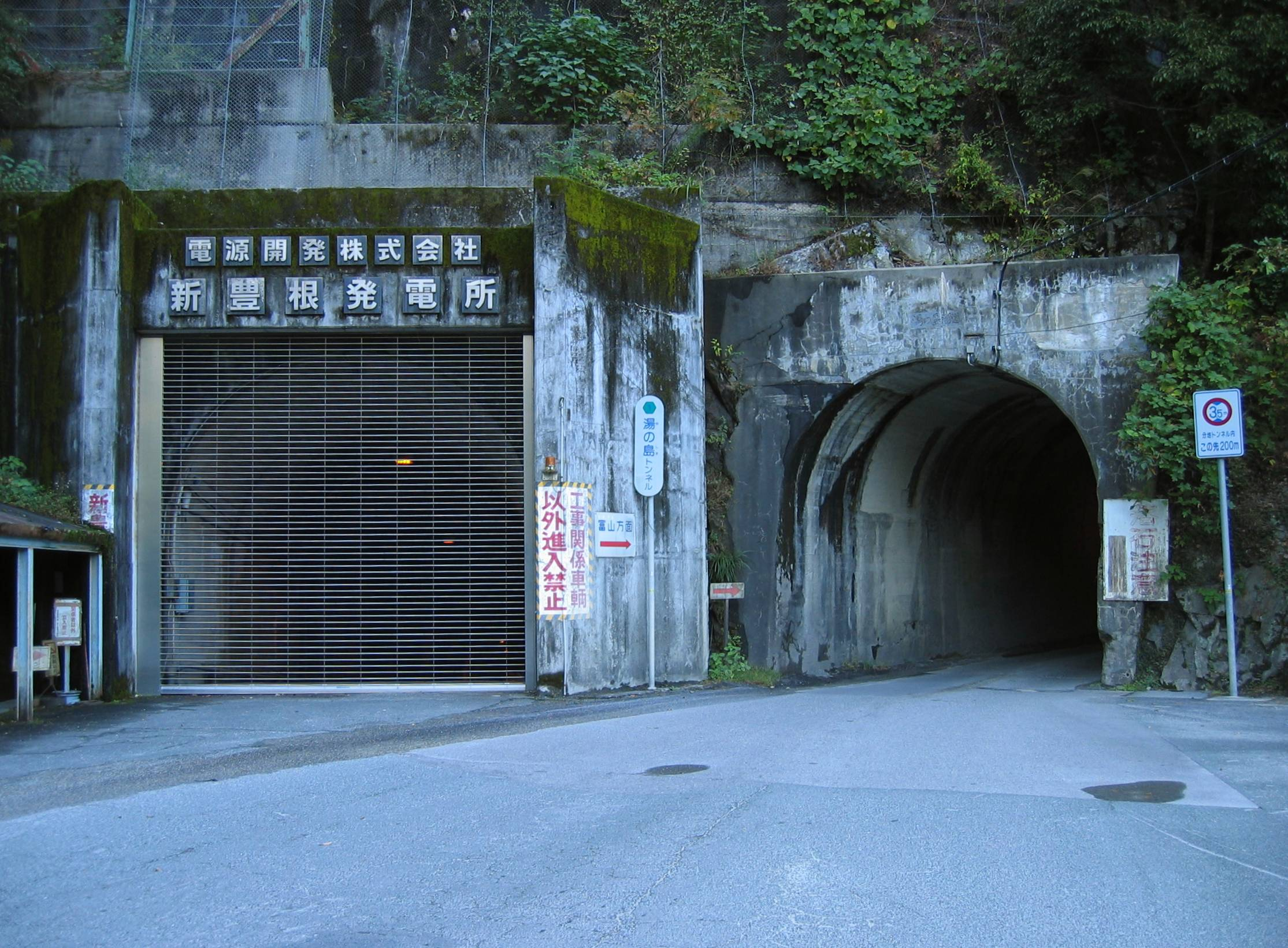
代替沉入佐久间湖底的旧丰根发电站而建造的新豊根ダム#新豊根発電所的入口（左），右边是長野県道・愛知県道・静岡県道1号飯田富山佐久間線

电源开发采取了以居民为中心的赔偿谈判态度，逐渐使当地居民的态度得以软化。从1968年11月，以富山村141户居民的赔偿谈判问题达成协议为开端，至1955年（昭和30年）全部296户居民的赔偿问题得以全部解决。同时，相关的渔业补偿和流筏补偿也都得到解决。至于飯田线铁路，原本沿着天龙川走的线路被迫从佐久间站开始通过峰隧道大幅绕行，沿着国道152号（秋叶街道）经过水窪町（静冈县滨松市天龙区水窪）中心，再通过大原隧道重新回到天龙川沿岸，修建了一条通往大岚站的替代线路。新建的饭田线铁路，在1953年12月至1955年11月的大约2年时间里完成更替建设的工程。这一工程耗资60亿日元，约佐久间水坝总工程开支的六分之一。原有的丰根发电站在发电站建筑和取水口被拆除后继续运作，直至1972年作为替代设施的新丰根发电站建立后才停用。部分居民因有搬迁到其他地区的需求，在电源开发的斡旋下41户原住户集体搬迁到了爱知县丰桥市的备用安置地。水坝最终于1956年10月竣工，但也确实以牺牲了296名居民的原有生活为代价奠定了地区经济高速增长的基础。
在水坝建成翌年的1957年（昭和32年）10月28日，昭和天皇与香淳皇后驾临佐久间水坝。这次访问中，天皇和皇后所认定的御製和歌，其内容是向在水坝建设过程中遭受重重苦难的所有相关方，包括被淹没的居民和企业经营者表示关怀。佐久间水坝的建设给当地佐久间村及周边地区带来了祖先流传下来的土地被淹的痛苦，但另一方面也带来了公共设施、道路维护、补偿和政府财政支持的经济效应。这一系列的情况详细记录于在联合国教科文组织日本国内委员会邀请下，由日本人文科学会所编纂的名为《佐久间水坝——近代技术的社会影响》（佐久間ダム - 近代技術の社会的影響）的报告书中。水坝建成半年后，佐久间村与浦川町、山香村以及城西村一起合并成为新制佐久間町，这次合并也是受到了佐久间水坝建设的间接影响。

## 施工

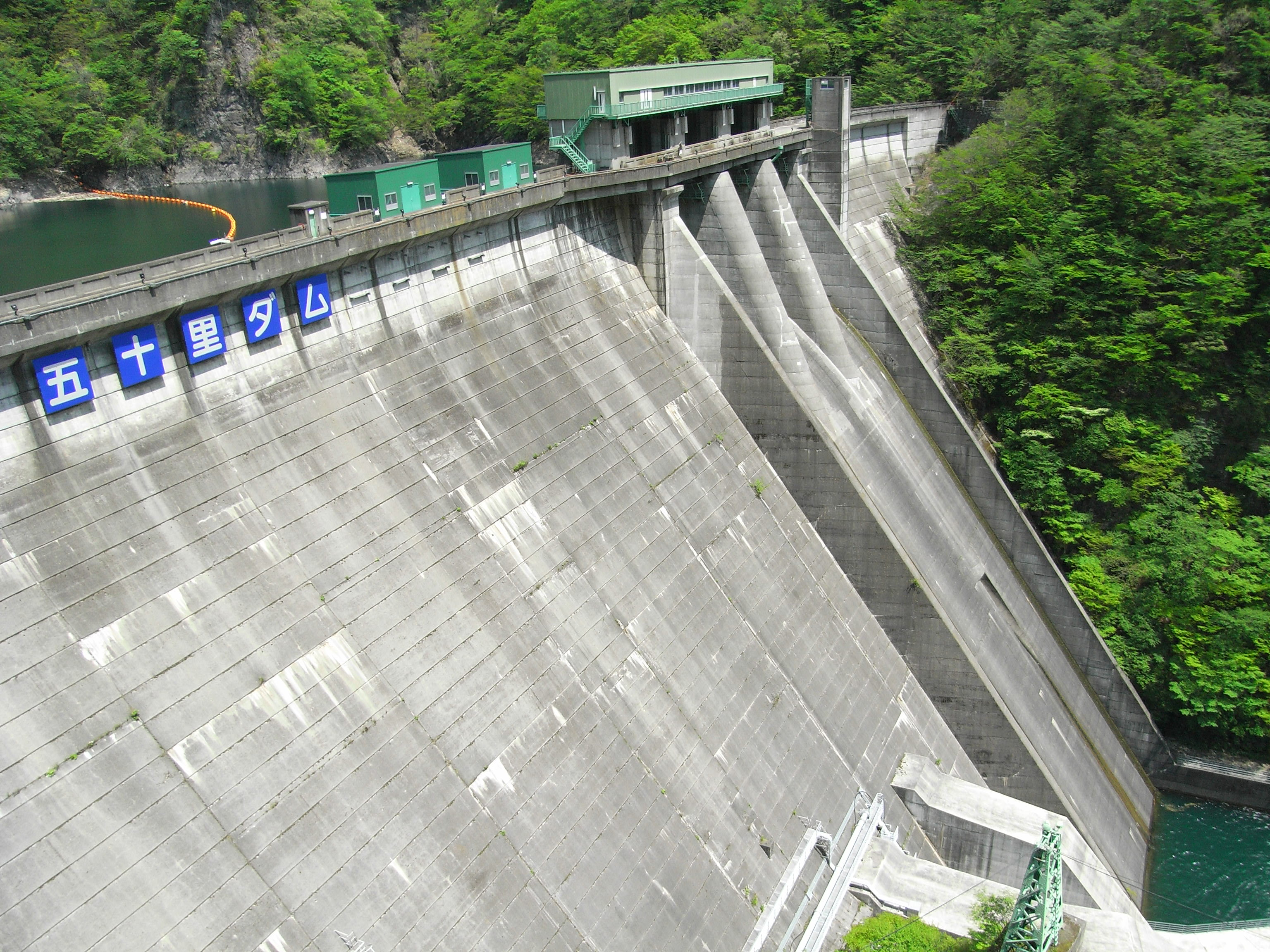
佐久间水坝开工前号称日本国内第一高的五十里水坝（男鹿川）

如前所述，佐久间水坝、发电站的设想最早是由名古屋电灯于1921年提出的，但最初的方案将现在的佐久间湖地区分为佐久间、山室、小汲三部分来建设发电站。计划中的发电站规模也较小，仅有35000千瓦的设计发电量。向大型水坝计划的过渡始于1947年（昭和22年）日本发电和输电公司东海分公司公布的水坝计划，当时的水坝方案高度为140米，发电输出功率上升到了420,000千瓦。当决定由电力开发正式开发建设时，水坝方案高度为160米，输出功率为360,000千瓦，设计案高度后来减少了4.5米，形成了现在的规模。即便如此，这个规模与当时正在建设中的日本最高水坝——栃木县五十里水坝（男鹿川）的112米相比，一下超过了43.5米，使其成为当时世界上排行第7位高度的水坝，也成为日本坝体高度最高的大型水坝工程。以传统的施工方法，这一设计案至少需要10年才能完成。但当时日本正处于战后经济高速增长时期，对电力的需求正在稳步增长。因此，电源开发以供电能源是日本政府的最高指令为由，昭和30年度（1955年）財政投融資约269亿日元，以求佐久间水坝早日完工。相比较而言，当时几家日本大型企业的预算，国铁约240亿日元、日本電信電話公社约75亿日元，而郵件特別会計与日本航空总计约10亿日元。

### 引入国际投资

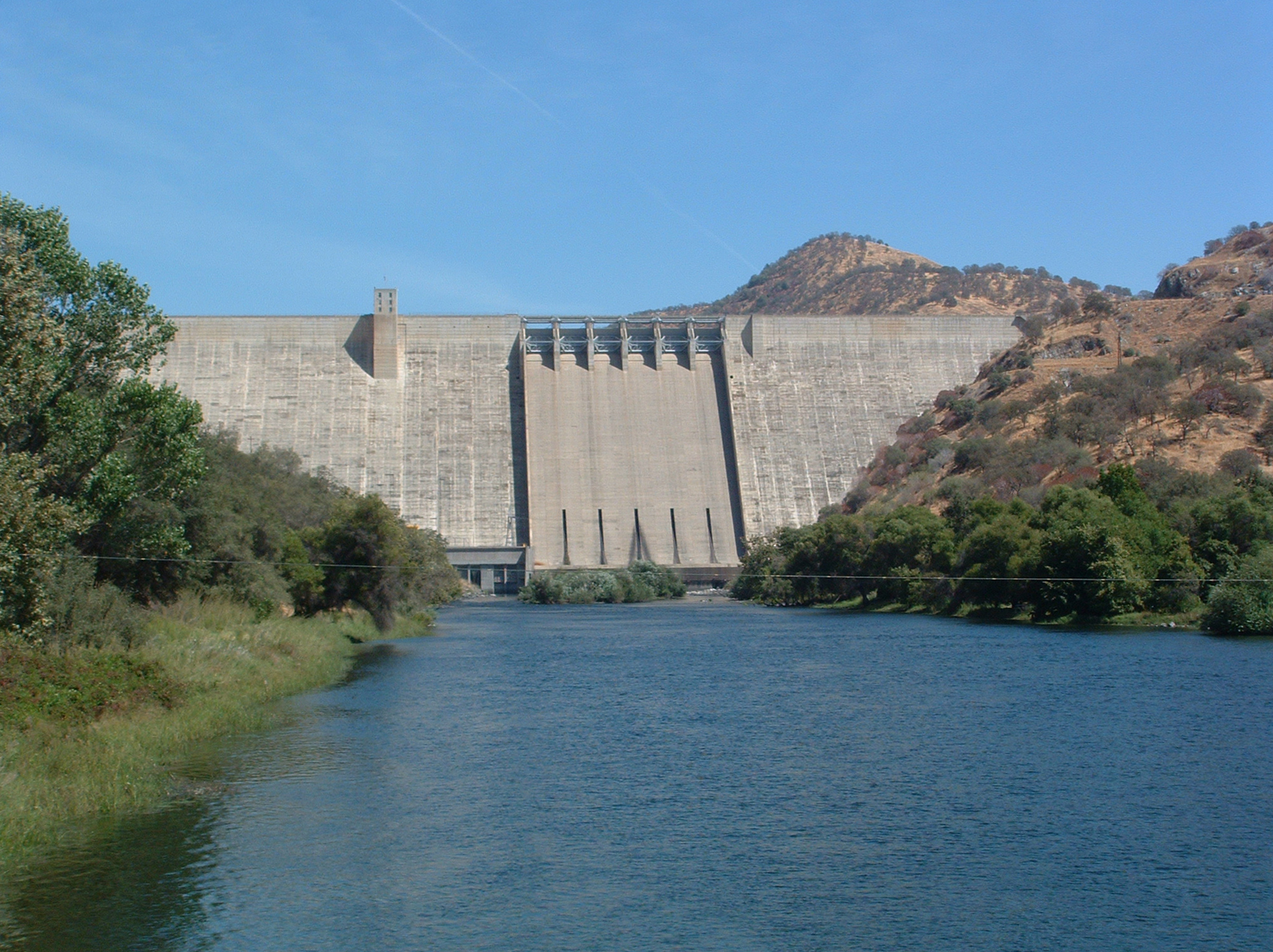
派恩弗拉特水坝。在这里所使用的重型机械在佐久间水坝的建设活动中十分活跃。

总裁高碕达之助认为，只有采取充分利用大型重型机械的现代化建造方式，才能在最短的时间内完成水坝的建造工作。至于日本的水坝建造技术，直到在建造庄川的小牧水坝中才刚开始引入现代混凝土浇筑方法以及大型重型机械作业。在木曾川地区的丸山水坝建造工程中引入了使用日本国产挖土機和矿山自卸车等大型重型机械的机械化建造方案。然而由于日本国内人力的操作技能不成熟，机械等故障不断，使得引进重型设备的开工率仅约一半。为此，高崎试图在当时拥有最先进土木工程技术的美国寻找出路。1952年11月前往美国的高崎参观了当时正在建设的派恩弗拉特水坝。作为佐久间水坝建设的参考，这是一座高134米、总蓄水量约12.33亿立方米的巨型水坝，由美国陆军工程兵团负责施工。之后在日本兴业银行的担保下，1953年他从美国银行获得了总额高达900万美元的贷款，期限为三年，无抵押。在此资金援助的背景下，招标方与美国的土木承包商以及顾问合作，并以使用美国制造的大型重型机械为条件，于1953年1月公布了国际投标结果。由美国的阿特肯逊公司、日本本土的间组与熊谷組组合以最低的投标金额，并提出将之前在派恩弗拉特水坝进行视察时使用的重型机械直接转手购入并使用为条件，成功中标。其中，间组负责水坝本体工程，熊谷组负责发电厂工程（最初计划是由熊谷组负责水坝本体工程，间组负责发电厂工程。然而，经过金钱方面的谈判后，工程责任发生了交换）。
另一方面，高崎还对佐久间发电站使用的水車发电机进行了国际招标。发电站将安装四台水车发电机，每台具有9.6万千瓦的水轮输出以及9.3万千伏安的发电机输出。由于这些设备都是当时最大规模的，因此日本国内的电机制造商都在密切关注其去向。然而，当高碕宣布引入国际招标时，电机行业强烈反对外国资本的引入。此外，日本政府和执政党自由党也表示反对。当时的日本內閣總理大臣吉田茂向高碕施压，要求停止国际招标。但高碕以他与吉田在就任总裁时达成的“政府不干涉公司方针”的承诺为借口，拒绝了这一要求，并继续进行招标。参与竞标的有日立制作所、东芝、三菱电机、電業社、三菱重工业等组成的日本国内企业联合方，富士電機、西门子联合体、通用电气等海外公司组成的海外企业联合方。最后，投标金额低于公司内部估计报价的国内商业联合方赢得了竞标。
据证言，当时的国会议员和电源开发顾问，后来成为民社黨委员长的佐佐木良作对于高碕的态度表示：“为了避免企业勾连，让招标真正认真进行，除了以毒（引入外国资本）制毒（私下围标），别无他法。但是日本（商会）会获胜。可以打赌。”。这表明了高碕的强烈信念，即作为国民税收的项目费用，压缩开支是必要的，创业精神对于特殊法人也是不可或缺的。此外，日本河川开发的典范，田納西河谷管理局（TVA）的创始人大卫·里利恩索尔在他1953年的著作《TVA - 综合开发的历史实验》（TVA - 総合開発の歴史的実験）中强调了“（TVA是）将私营企业的灵活性和创造力相结合的特殊法人”（（TVAは）民間企業の融通性と独創力を併存させた特殊法人）。可见高碕所追求的电源开发企业形象与TVA是一致的。然而，由于持续存在一系列的国际招标问题，高碕于1954年7月19日被第五次吉田内阁解除了电源开发总裁职务。值得一提的是，高碕在水坝竣工典礼上以第三次鸠山内阁经济企划厅长官的身份出席。

### 建设工作的进展情况

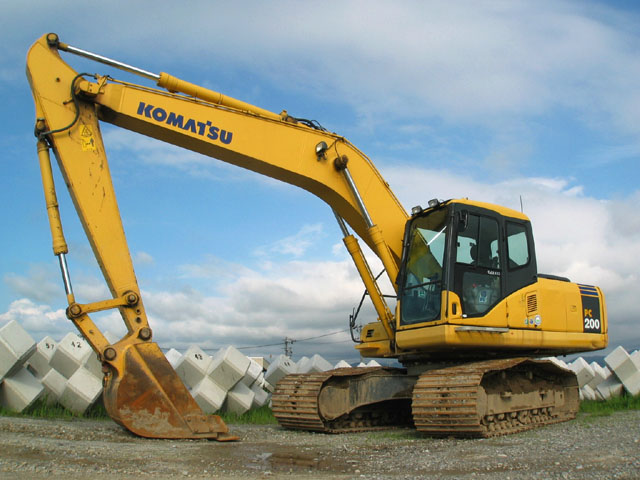
在佐久间水坝中发挥作用的重型机械之一——挖土機

工程包括招标的工程是在考虑到受水淹影响的居民后，由佐久间补偿对策总部开始进行赔偿谈判时开始的。首先，从建设用道路的建设开始，以便运输大型重型机械和建筑材料。在水坝现场附近约3公里处有国铁饭田线中部天龙站，可以通过铁路运输从远方运输，但由于工地是如前所述的两岸近乎峭壁的峡谷，因此决定在右岸沿河和左岸山区铺设道路。然而，由于迫切需要尽快开始施工，因此采取了将大型重型机械装载到船上，通过船只运输到施工现场的计划，直到道路建成为止。完成了一条宽6.5米，全长3公里的道路后，重型机械和混凝土等材料的运输变得非常顺畅，为缩短工期做出了贡献。这条工程用的道路，其左岸部分仍然被用作佐久间水坝通道道路，而右岸的道路已经废弃，仅在水坝下游的飞龙桥上留下了部分遗迹。
在道路建成后，为了改变天龙川的水流路径，临时排水隧道工程于1953年12月开始，但为了避免融雪和暴雨造成的洪水灾害，必须在次年3月前完成。如果拖延到春季之后，每秒数千立方米的山洪将袭击工地，导致工地恢复需要时间，进而延误工期。然而，从美国引进的加德纳·丹佛制造的凿岩台车等重型设备，当时创下了每天最大挖掘量872立方米的世界第二高的隧道挖掘量记录。再加上尤克里德公司制造的大型自卸车和9辆卡特彼勒D8推土機，土石运输也按计划进行，并于1954年3月如期完成。天龙川的河水通过绕行隧道汇入工地下游，隧道中的水被排干后，使用拜塞拉斯·埃里公司制造的大型液压挖掘机等设备进行挖掘和运输，清除了堆积在河床上的高达25米的大量砂砾物。露出坚硬的基础地盘后，水坝本体的混凝土施工于1955年1月开始。这次混凝土施工也得益于威斯康星（Wisconsin）公司制造的高速电缆吊和混凝土运输车等大型设备。这创造了当时1天内完成混凝土浇灌量5,180立方米的新世界纪录，为日本国内外报刊杂志竞相报道。
在混凝土施工中，1955年12月水坝开始蓄水，次年的1956年4月23日，佐久间发电所23万千瓦容量开始部分发电运行。为了抵消水坝放流所带来的巨大能量，于7月完成了副坝的减速工程。这个副坝的高度为30米，与被认为可以独立运作的神奈川縣宫濑副坝（中津川）规模相当。然后在同年9月，合上了由5个闸门组成的水坝，完成了佐久间水坝的建设。佐久间发电所也开始全面运行，总容量达到35万千瓦。尽管是一座巨大的水坝，但这得益于首次引入日本的钻孔机，以及引入日本国外制造的大型自卸车、推土机、液压挖掘机等重型机械，以及其他土木工程的最新技术，在短短三年的时间内就完成了施工。这些技术被传授给了日本工程师，并迅速在日本国内推广开来。

### 牺牲与荣耀

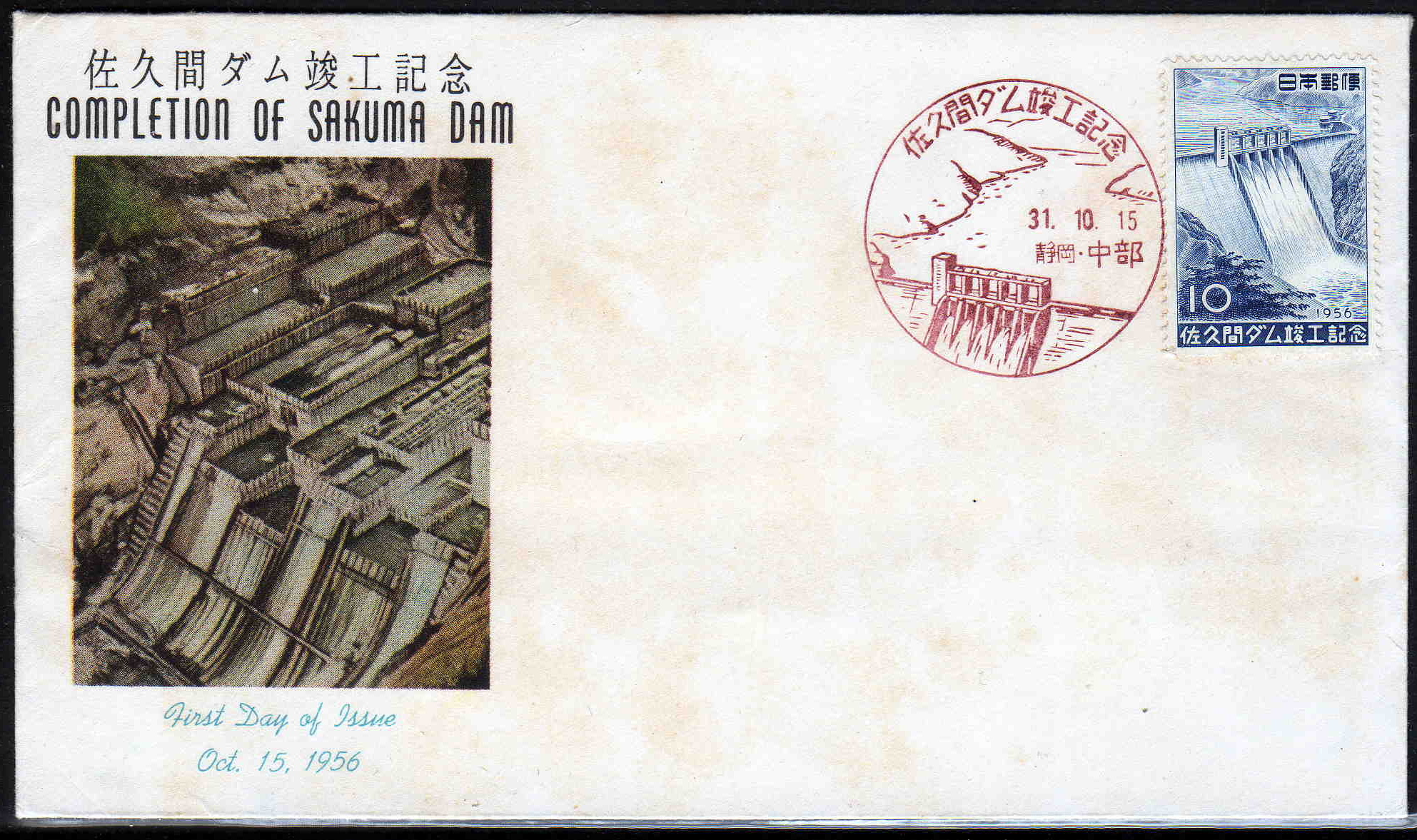
佐久间水坝竣工纪念首日封

佐久间水坝的建设被称作是日本土木工程历史上的“金字塔”。原因在于本次建设工程确立了现代化的机械化施工方法，包括水坝及其他大型土木结构的建设，为随后建造的奥只见水坝（只見川）和宫濑水坝（中津川）等大型混凝土坝以及九头龙水坝、德山水坝（揖斐川）等大型堆石坝的建设奠定了基础。此外，对于当时发展中的日本企业在土木技术和电气设备技术方面产生了影响，并成为展示日本技术优势的契机。当时反对水车发电机国际招标的日立制作所社长倉田主税也回忆道：“（虽然在招标中）亏损了，但之后学到了很多东西，对技术也有了自信。这导致了对外出口，所以可以说是物美价廉的学费”。
另外，佐久间水坝建成时因受日本在二次世界大战后的战败低迷士气的影响，而备受国民瞩目。
其中一个例子就是由当时的岩波电影制作公司制作，高村武次导演的水坝建设纪录片《佐久间水坝》。起初它只是一部纪录片，但是佐佐木良作向大藏省提出了电影制作的交涉，结果被拒绝，所以改为了适合剧院上映的版本。这部电影由芥川也寸志负责音乐，其兄芥川比呂志负责解说，以三部曲的形式上映并吸引了大量观众，第一部有300万人观看，第二部有250万人观看，第三部有25万人观看，三部曲总共吸引了575万人观众，成为了一部巨大的成功。上映结束后，各地的学校和企业纷纷请求租用这部电影进行观影。
当时的日本郵政省为了纪念佐久间水坝的竣工，配合1956年10月15日的竣工仪式而发行了“佐久间水坝竣工纪念”（佐久間ダム竣工記念）邮票。由于当时正值邮票热潮，销售额很高。除了佐久间水坝，只有小河內水壩（多摩川）发行了纪念邮票。佐久间水坝还对文学和艺术界产生了影响，井上靖发表了以水坝工地为题材的小说《涨潮》（満ちて来る潮）。在绘画方面，小山敬三发表了《佐久间水坝》（佐久間ダム），利根山光人受到电影《佐久间水坝》的影响，住在水坝工地的厨房里画画。
但在这荣耀的背后，还有96名在水坝建设过程中因工伤事故而殉职的工人。工伤事故的起因是暴雨和台风导致天龙川洪水，以及陡峭峡谷施工现场造成的坠落和落石，但最大的问题是缺乏安全意识。在佐久间水坝建造之前，安全帽——也就是用来保护头颈部的头盔，很少在土木工程的施工现场被施工人员正确佩戴。即使到了佐久间水坝施工开始时，也很少有佩戴安全帽的工人，这导致了致命事故的增加并成为引发國會讨论的问题。对此，阿特金森的工程师反复改进安全措施的指导，迫使所有工人都戴上了安全帽。佐久间水坝由此成为了日本建筑工地安全管理措施的先行者。后来，在作为公关大楼的佐久间电力馆附近竖起了一座纪念碑 ，以纪念在支持经济高速增长的事业中死于天龙川的96人。

## 目的
佐久间水坝的建设目的是用于“水力发电”，佐久间发电厂和新丰根发电厂总共产生147.5万千瓦的电力，同时也提供灌溉、自来水和工业用水供应。虽然正式目的只有水力发电，但实际上它也是天龙奥三河特定地区综合开发计划的核心项目，事实上被用作多功能水坝。以下将详细说明其目的。

### 佐久间发电站

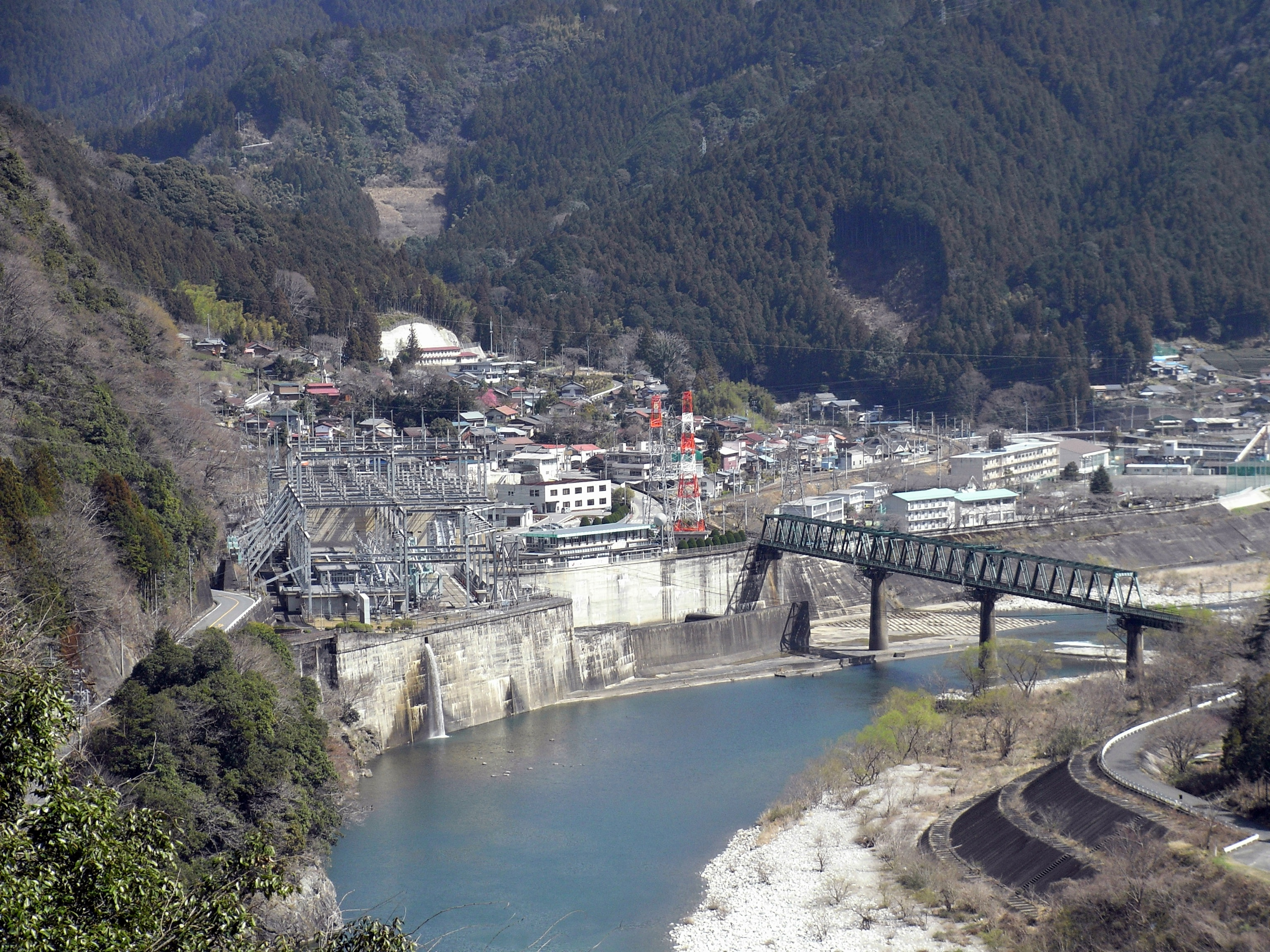
下游的佐久間發電站，其附近是佐久間變頻站。

与水坝同期开始运作的佐久间发电站的最大输出功率为35万千瓦，在日本是除抽水蓄能电站外的普通水力发电站之中，紧跟在装机容量36万千瓦的奥只见发电站和43.2万千瓦的田子仓发电站之后排名第三。如此巨大的输出功率，在建成时相当于东京电力总输出功率的14%，中部电力的23%，可以想见在当时是多么巨大的水力发电站。另外，年发电量会因年份而有所差异，但平均约为13亿千瓦時，这一记录是自启用以来未被打破的日本最高发电量。其主要原因是天龙川的丰富水量和从湖泊到发电厂高达134米的高落差。由佐久间发电厂产生的电力被送往中部电力和东京电力，其中，连接佐久间发电厂和爱知县春日井市名古屋变电所的佐久间西干线供电线路，以及连接佐久间发电厂和东京都町田市西东京变电所的佐久间东干线供电线路，通过超高压输电线路进行输送，并分别供应给各个电力公司。供应比例为中部电力年供电量为6亿3500万千瓦时，东京电力年供电量为5亿7245万千瓦时，两者之间进行均分。佐久间发电厂通过输电线路与东部的奥只见发电厂、田子倉发电厂以及西部的御母衣发电厂相连，以在夏季电力消耗高峰期等电力需求急剧增加时进行协同合作，以应对突发情况。
另一方面，佐久间发电站所使用过的水被放流的量过大，由于水流量的不均衡，给下游带来了各种影响。因此在佐久间发电站的下游建造了逆調整池，将被放流下来的水储存在逆調整池中，通过调节放流量来使河水流量均匀，以减少对下游的影响。以此为目的，在原龙山村建造了高89米的混凝土重力坝，即秋叶水坝。为了对佐久间发电站放流的水进行逆调整而在下游建造了秋叶第一、第二和第三发电站。 
由于完成了秋叶水坝，天龙奥三河特定地区综合开发计划中的水力发电项目暂时告一段落，但此后天龙川本流的电力开发在第一次石油危机后重新启动，通过重新评估水力发电作为国产可再生能源，建设了船明水坝和佐久间第二发电厂。此外，1968年（昭和43年）水窪水坝在支流水窪川的电源开发完成，并在佐久间水坝和水窪水坝之间设置了引水渠，向佐久间水坝供水。这样一来，佐久间、秋叶第一、秋叶第二等发电厂的年发电量增加了1亿2300万千瓦时。
天龙川流域恰巧在日本供电频率50赫兹与60赫兹的分界线附近，为了给首都圏和中京圈供应电力，需要变换为各地区对应的频率。为此，佐久间发电所的4台发电机都采用50、60赫兹兼用型。而1965年（昭和40年）新建的佐久间频率转换所使得频率转换变得较为方便，也使得电力事业的大范围运营得以实现。

### 新丰根发电站
另一方面，为代替因佐久间水坝的建造而被淹没的旧丰根发电站，从1962年(昭和37年)开始，根据电源开发公司促进法建造了新丰根发电站。
工程建设时，日本的发电产业依然以火力发电为主，而抽水蓄能发电则因与火力发电设施的协作较为容易而备受关注。该发电所利用佐间水坝作为下部调节池，上部调节池则是在佐间水坝下游与天龙川汇流的大千濑川支流大入川，新丰根水坝就建造在此处，发电厂则建在中间，通过两个储水池的利用最大发电容量为112.5万千瓦。水坝和发电厂于1973年竣工，但随之，由于佐间水坝建设导致取水口被淹没，丰根发电站不得不移动发电厂和取水口以继续运营。而随着新丰根水坝的建设，取水坝和取水口也因被淹没而废止。值得一提的是，新丰根水坝最初是作为专用发电水坝计划的，但在1968年台风10号和随后的1969年佐间町浦川等地发生了连续两年的大灾害后，爱知县参与了治水目的的项目，进一步由建设省接管，并作为一座多目的水坝由建设省（国土交通省）和电源开发共同管理，已经建成并投入运营。

### 水资源利用
佐久间水坝的水既被用于发电，又被用作静冈县西部和爱知县东部的重要水甕。根据天龙奥三河特定地区综合开发计划，自1949年起，农林省开始修建丰川引水工程。该引水工程用作解决丰桥市、丰川市和渥美半岛等地长期面临的水资源短缺问题，用于农田灌溉、自来水和工业用水供应。佐久间水坝被用作该引水工程的水源地。
换言之，佐久间水坝右岸设有取水口，通过设立佐久间引水渠，将天龙川水系和丰川水系相连，将水域进行改变，并将水坝的水放入丰川支流宇连川中。放入宇连川的水与宇连川主流上的宇连水坝以及宇连川支流大岛川上的大岛水坝的水一起，在下游的大野头首工取水，形成丰川用水。用水分为东西两部分，东部干线水路延伸至静冈县西部、丰桥市和渥美半岛，西部干线水路延伸至蒲郡市，用于灌溉、自来水和工业用水道。此外，从丰川主流牟呂松原头首工取水的水供应给丰桥市，作为牟呂用水和松原用水。丰川用水由爱知用水公团和水资源开发公团管理，后由独立行政法人水資源機構负责管理。佐久间水坝仅在5月6日至9月20日期间的农忙期限定，并且总年取水量不超过5000万立方米，将水引入丰川水系。

此外，作为佐久间水坝逆向调节池而兴建的秋叶水坝，亦为天龙东三河特定地区综合发展计划的主要工程项目三方核用水的水源，而船明水库则分别作为国营天龙川下游用水项目的根本工程天龙川下游用水的水源，为包括滨松市在内的静冈县西部地区提供农业用水、居民用水和工业用水。

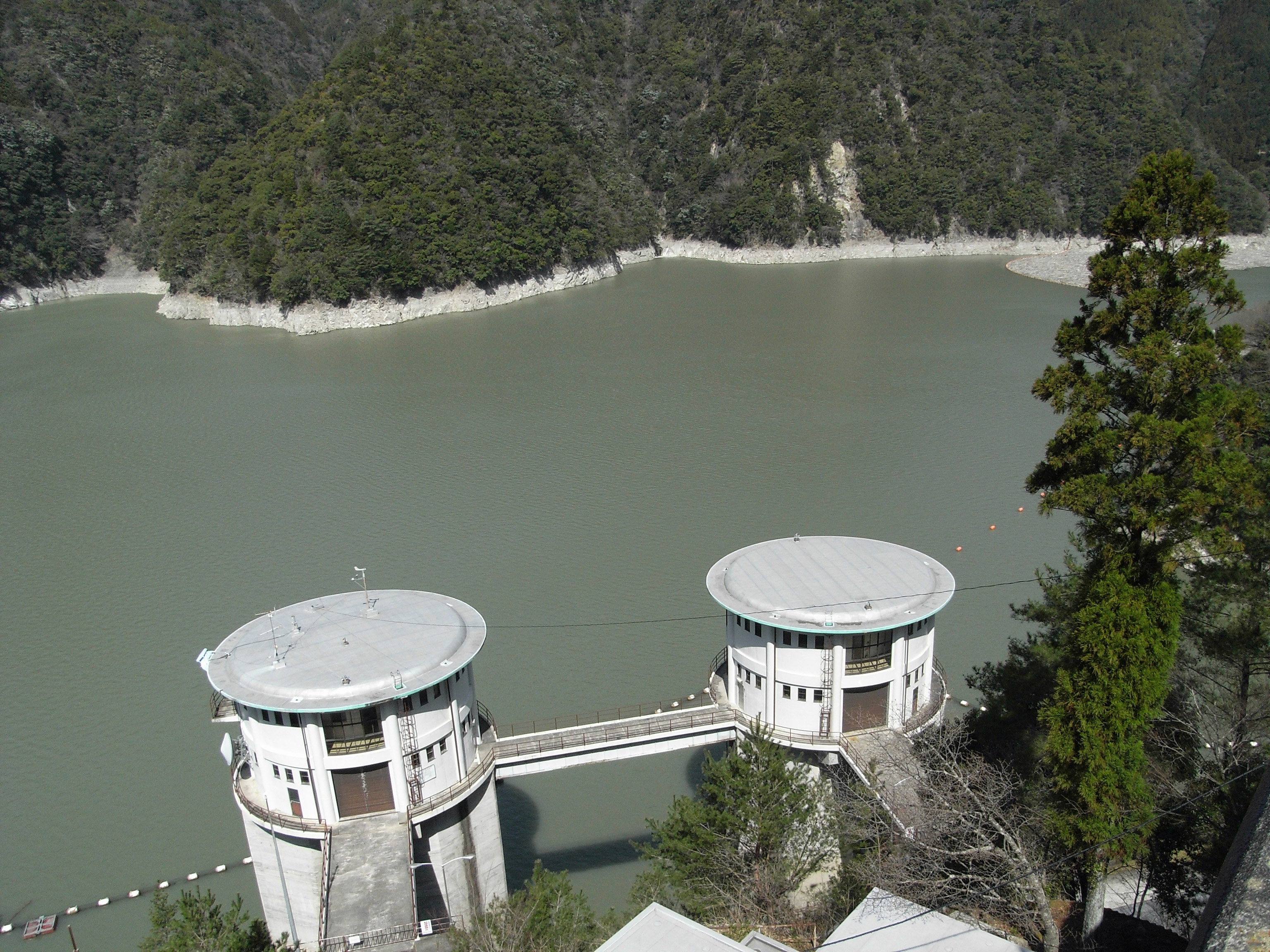
佐久间发电站取水口。通过穿过山中的隧道向佐久间发电站输送水。
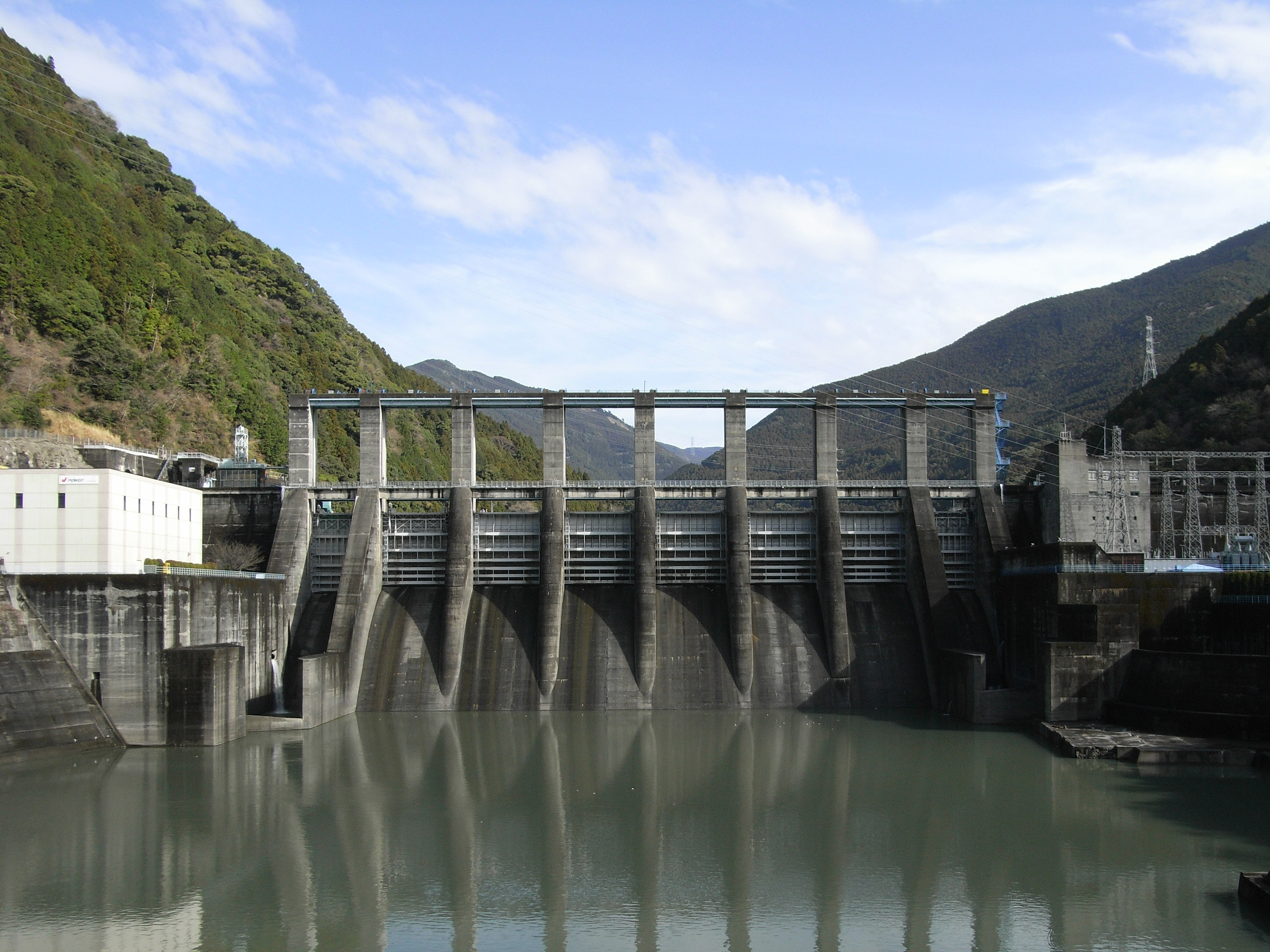
秋叶水坝（日语：秋葉ダム），既是佐久间水坝的逆调节池，也是一座多功能水坝。
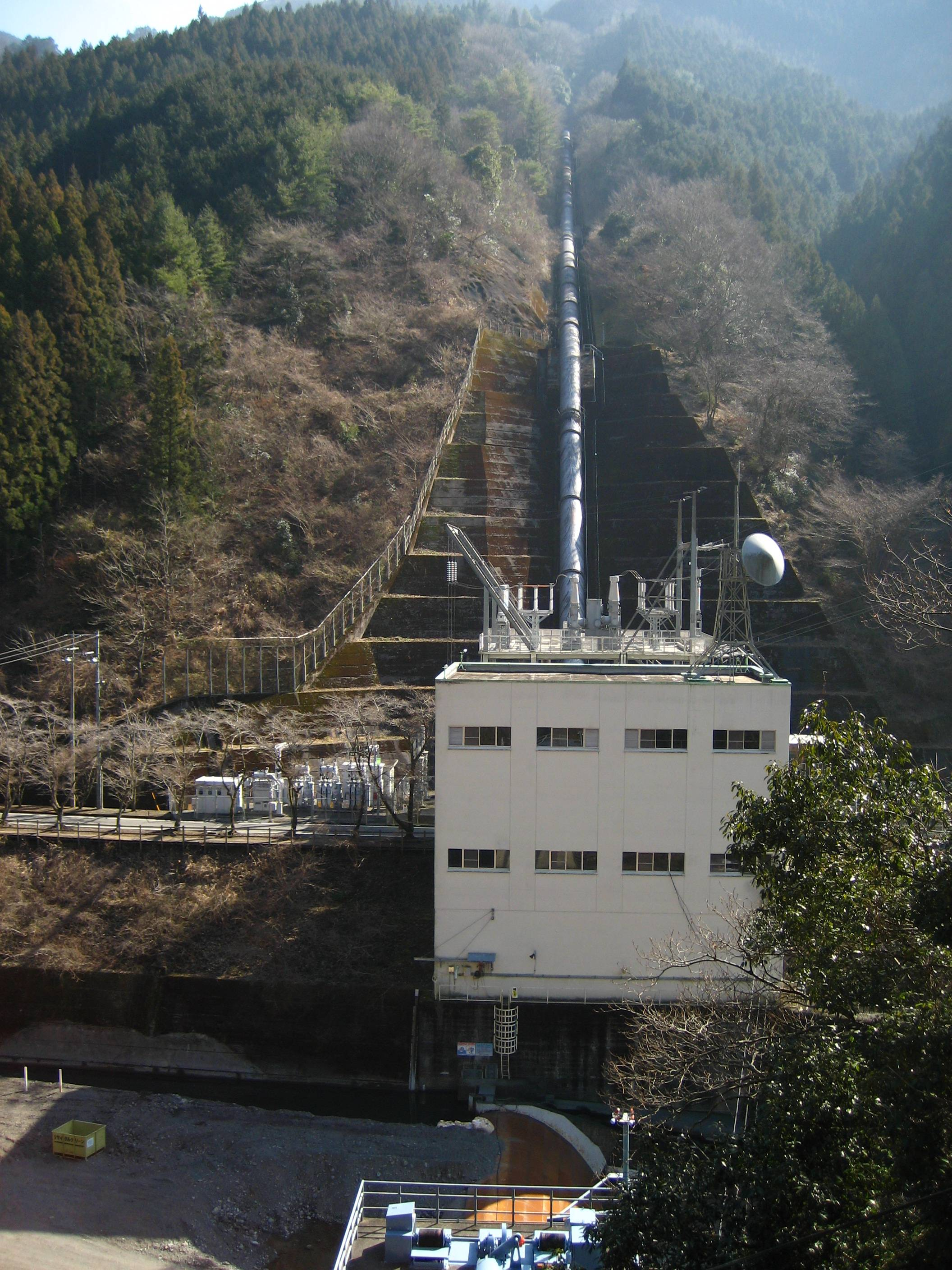
水窪发电站。水洼水坝（日语：水窪ダム (静岡県)）的水在发电使用完之后会流向佐久间水坝。
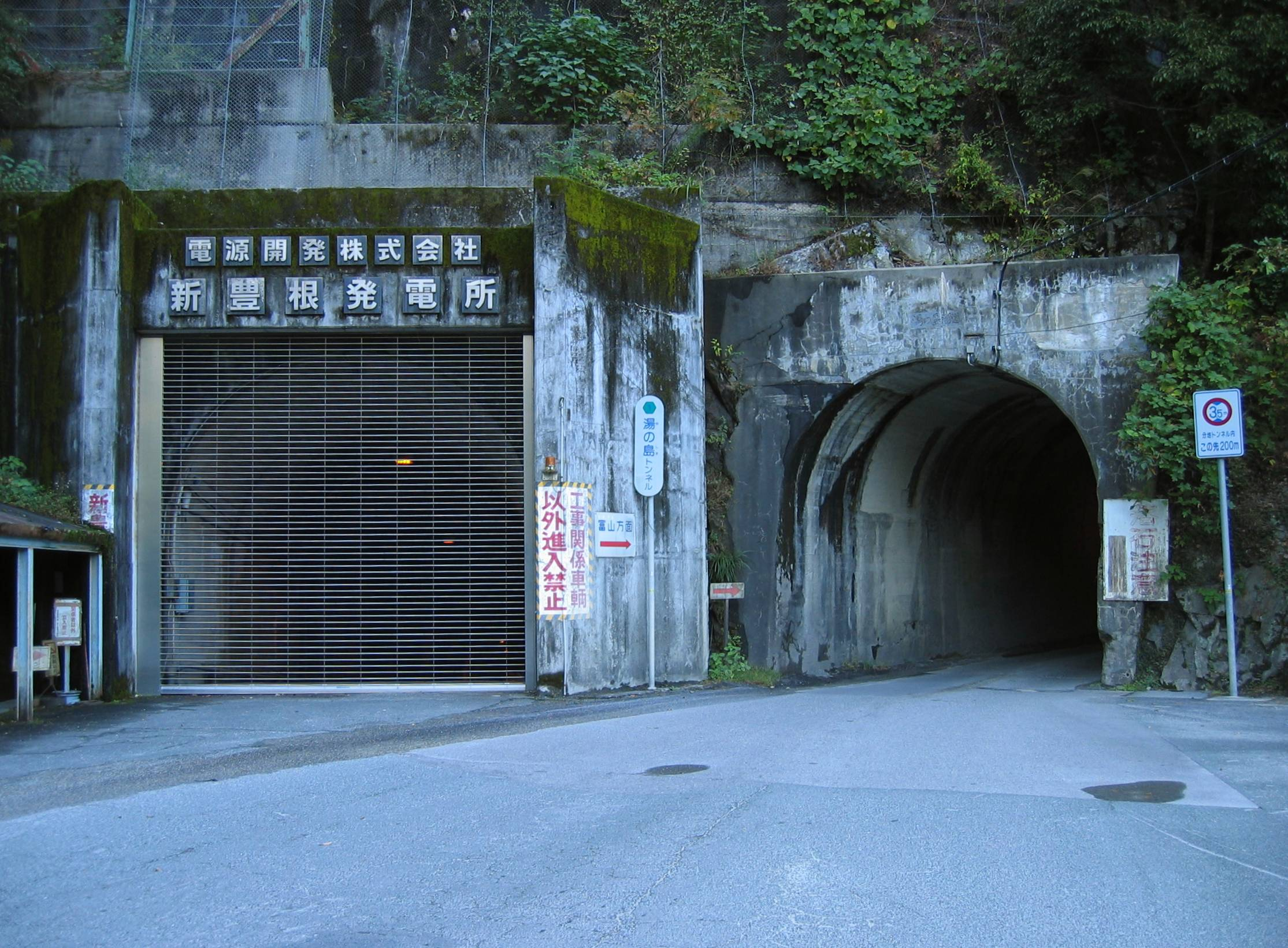
新丰根发电站（日语：新豊根ダム#新豊根発電所）的入口(左)，右侧是长野县道一号（日语：長野県道・愛知県道・静岡県道1号飯田富山佐久間線）。
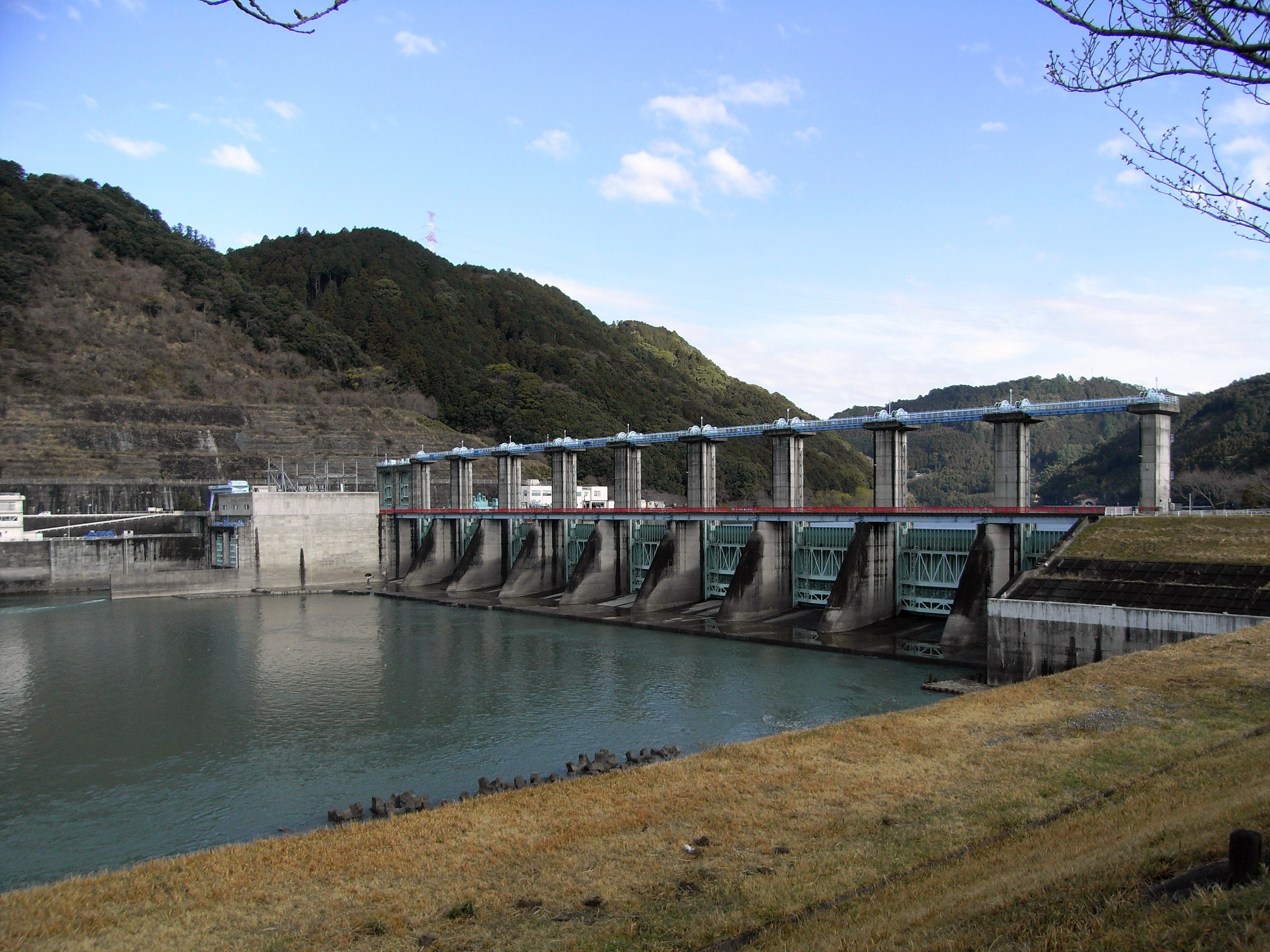
位于船明水坝（日语：船明ダム）右岸的船明发电站，是天龙川下游用水的水源。
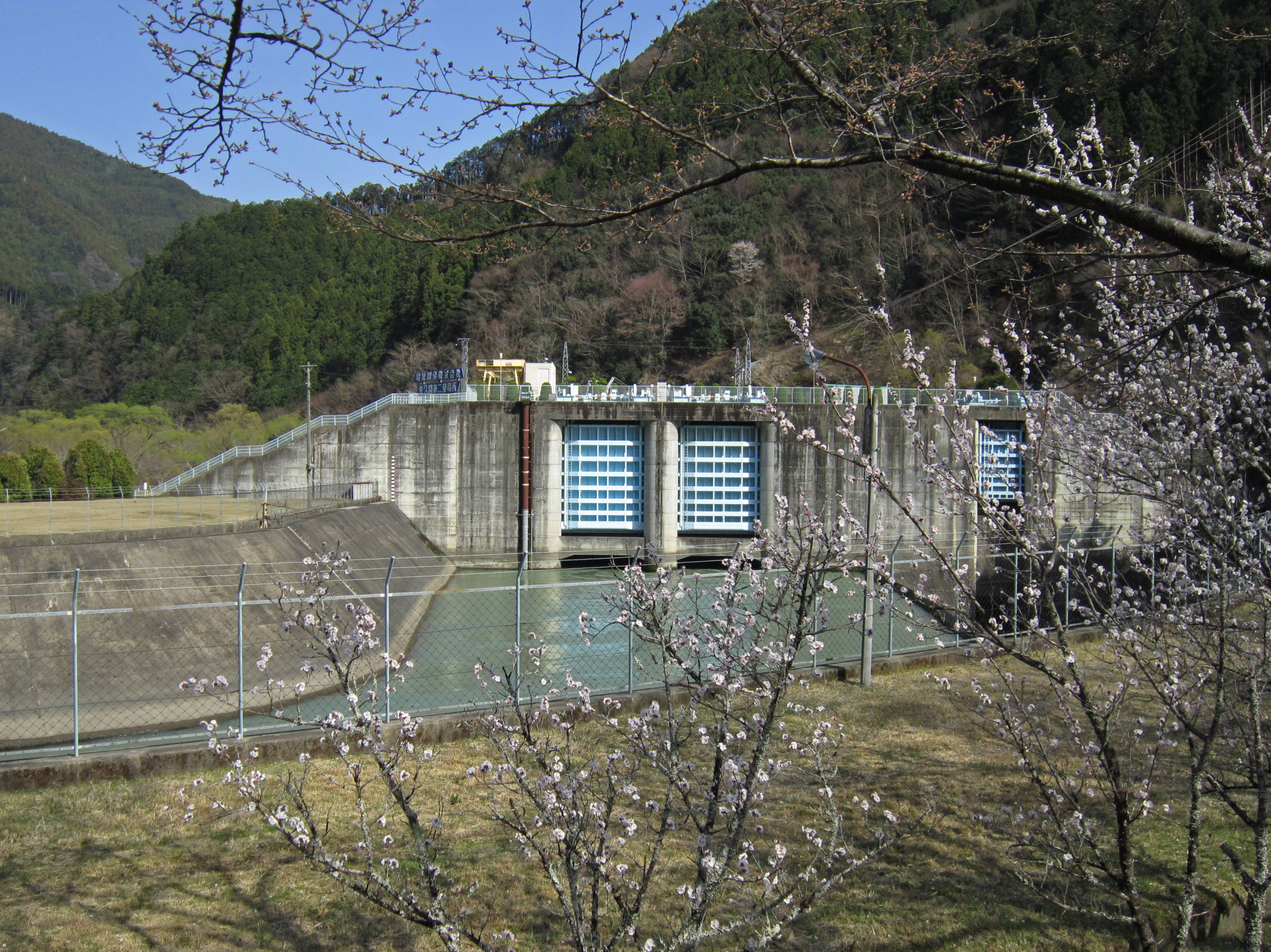
佐久间第二发电站，利用佐久间发电站排水口和秋叶水坝湖之间剩余的落差进行发电作业。
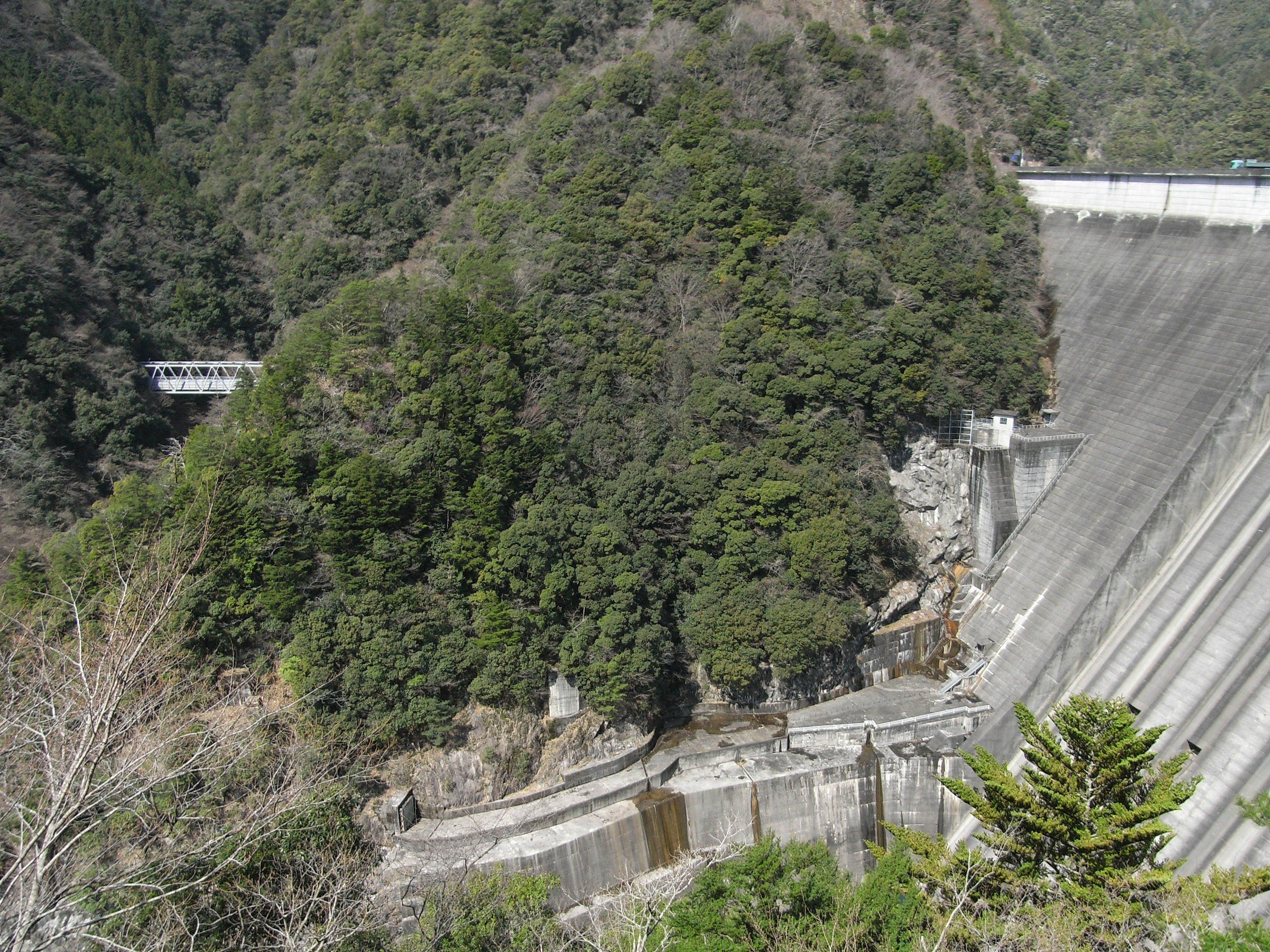
从佐久间水坝右岸伸出来的佐久间引水渠（照片左侧），水被从这里提供给豊川用水（日语：豊川用水）工程。

## 防汛重建
因佐久间水坝而诞生的“佐久间湖”全长33千米，总储水量达32684.8万立方米，因而同水坝一样成为全日本规模数一数二的人工湖。巨大的蓄水量对有着「暴川」之称的天龙川的防洪起到了重要的作用。

### 防洪责任

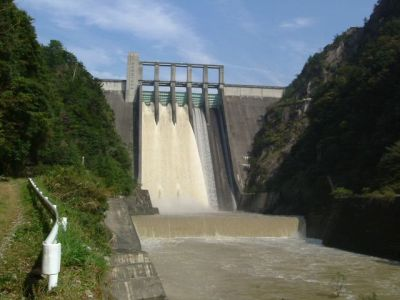
泄洪中的佐久间水坝。日本水坝#河川局長通達による分類中，制定了洪水调节的操作规定。

天龙川在上游的高远地区在701年（大宝元年）有记录，在下游在奈良时代的715年（灵龟3年）发生了大洪水，一直以来都是受洪水影响的河流。然而，由于天龙川在战后经济稳定本部的咨询机构治水调查会所示的河川修订改修计划中，选定了10个水系，而天龙川恰好没有发生大水灾，所以没有被选中。且自大正时代以来，天龙川主流已经建造了专用发电坝，逐渐階梯式建造，大规模坝建设的适地只剩下了难度较高的佐久间地点。因此没有考虑像利根川和淀川那样的多目的坝进行广域治水计划，而只是进行了零星的堤防整修。作为治水目的的坝，于1959年（昭和34年）在支流三峰川上建成的美和水坝这是第一座水坝。之后在支流为中心，由建设省或长野县建造了多目的水坝，但天龙川主流至今仍未建造治水目的的水坝。佐久间坝作为发电专用坝，其规模之大不仅可以发电和供水，还可以利用佐久间湖的巨大蓄水量进行洪水调节。这一点在电源开发公布的《佐久间发电所计划概要》中也明确提到，将其列为建设有利条件。1964年（昭和39年）《河川法》修订后，针对坝制定了各种标准和规则，为了确保国家和地方自治体作为河川管理者能够一贯管理坝，明确了治水责任的需要。佐久间坝如前所述是天龙川水系最大的坝，对该地区的影响很大，特别是在洪水期间的泄洪操作是防止下游水灾的重要课题。
关于佐久间水坝的治水目的，首先可以找到明确的指标是在1965年2月11日颁布的河川法施行令（政令第14号）。根据该施行令第1章第23条，根据利水水坝的洪水调节措施，水坝和人工湖被分为一号至三号等级，并制定了相应的洪水调节措施。对于佐久间水坝而言，指定的基准是“具有洪水泄流闸门，水坝湖的蓄水区域超过11公里（佐久间水坝为33公里）”，即符合一号等级的要求，根据施行令第24条规定，在建造水坝之前必须维持河流功能，并提供用于调节放水增加流量的蓄水容量。此外，进一步在1966年5月17日，根据当时建设省河川局长发布的通知文建河发第一七八号，佐久间水坝被指定为一类水坝。
第一类水坝指的是“由于其建造而导致通常情况下洪水流速增加，以及下游洪水流量显著增加的水坝。为了防止由此产生的水灾，需要确保水坝湖具备能够调节增加流量的容量，以应对洪水。”河川法令及河川局长通知的规定，实际上是要求对于大型灌溉水坝，应保持类似于多目的水坝和治水水坝的治水容量，尽量将洪水储存在空余容量中，延迟放水峰值，以防止水灾发生。并且与治水目的的水坝一样，需要制定精细的放水操作规定。河川法令和河川局长通知的区别在于，是否明确指定了目标水坝，通知中列举了第一类至第三类指定水坝的具体名称。值得一提的是，被指定为第一类水坝的往往是巨大的水坝。在天龙川，水窪水坝被指定为第一类水坝。而在中部地区，除了御母衣水坝外，还有奈川渡、水殿（犀川）、高濑（高濑川）、畑薙第一、井川（大井川）、牧尾（王泷川）等水坝也被指定为第一类水坝。通过这项政令和通知，佐久间水坝既是灌溉水坝，也需要对治水承担责任，但并没有像多目的水坝和治水水坝一样明确的防洪目的。

### 佐久间水坝重建项目

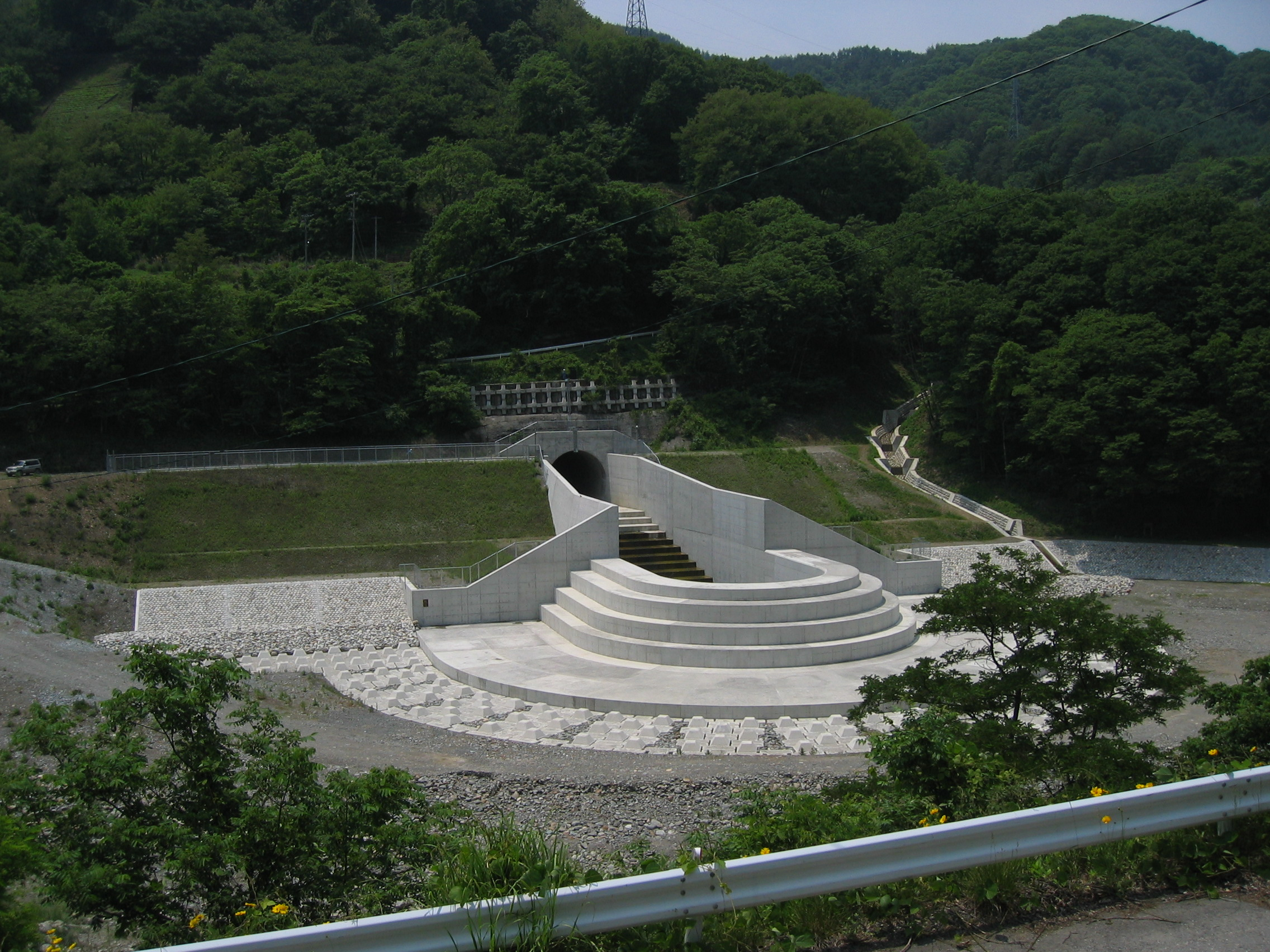
佐久间水坝再开发计划中作为堆砂解决对策的美和水坝（美和水坝）。照片显示的是水坝下游的出口侧。

因此，佐久间水坝成作为事实上的多用途水坝成为了天龙川防洪、水资源利用的基石。然而，天龙川最主要的水利问题是水坝湖的淤积。作为源头流入天龙川的木曾山脉和赤石山脉支流流经中央構造線附近的脆弱岩质区，不断带出大量泥沙。在没有水坝的天龙川中，这些大量的泥沙原封不动地到达遠州灘，并形成了中田島砂丘。此后，流沙流动等连续性被天龙川上的阶梯状水坝挡住，在水坝处堆积起大量的泥沙。其中最严重的当属泰阜水坝和平冈水坝，这两座水坝的沉降率均超过80%。在1961年（昭和36年）的三六灾害中，天龙峡上游地区的饭田市等地被严重淹水，其原因正是泰阜水坝的泥沙淤积。另外，佐久间水坝也存在着淤积问题，如果不采取措施放任不管，即使它是一个巨大的蓄水池，也存在被埋没的危险。即使在完全被埋没之前，水坝湖泊被淤积填满也意味着蓄水能力的下降，而佐久间水坝作为天龙川治水的关键，其下降也意味着遠州地区治水和利水的减少。此外，由于下游沙子的运输中断，遠州灘的海岸侵蚀正在加剧，也出现了中田岛沙丘的面积缩小和附近的松屬林枯死等损害。电源开发公司也采取了湖内运输等措施，并且还进行了供应商的砂材料采集工作，但是来自泰阜水坝和平冈水坝的大量土砂超过了这些措施，淤积问题不断加剧。
为了解决这些问题，考虑到对佐久间湖进行疏浚和泥浆输送的堆砂对策，负责管理天龙川的国土交通省中部地方整备局于2003年（平成15年）开始了天龙川水坝再编工程，以寻求更为高效的堆砂对策。具体而言，将之前仅用于灌溉的佐久间水坝正式改建为多用途水坝，以洪水调节为目标，并与其他国土交通省直属的天龙川水系水坝，包括美和水坝、小涉水坝（小涉川）、新丰根水坝进行合作，以加强天龙川下游的治水能力。同时，清除佐久间水坝的淤积物并向下游排放，以确保佐久间湖的贮水容量并防止对遠州灘海岸的侵蚀，从而改善流砂连续性的情况。基于以上目标，从2004年（平成16年）开始启动了佐久间水坝再开发工程，这是该计划的核心项目。在土砂排除的方法上，已经在美和水坝和小涉水坝开始实施了绕行隧道进行沉积物除去的探讨，但目前仍在考虑与下游的秋叶、船明水坝的合作，完成时间尚未确定。然而，2009年（平成21年），在民主党政府的国土交通大臣前原诚司决定对未完成的水坝项目进行重新评估时，并未将包括佐久间水坝再开发项目在内的天龙川水坝再编项目列为其对象。值得注意的是，位于直属下游的天龙区佐久间町对绕行隧道的建设持反对态度。

## 注脚

### 出处
1. 1 2 3 4 5 6 7 8 9  日本科学技术政策史，第199頁
2. 1 2 3 4 5 6  世界江河与大坝，第442頁
3. ↑  . ダム便覧.   [2013-11-15]. （原始内容存档于2021-01-05） （日语）.
4. ↑  . ダム便覧.   [2013-11-15]. （原始内容存档于2021-01-05） （日语）.
5. ↑  日本经济高速增长战略，第19頁
6. 1 2  现代日本经济论，第121頁
7. 1 2  出国参观考察报告，第18頁
8. 1 2 3  日本百科辞典，第40頁
9. ↑  世界江河与大坝，第455頁
10. ↑  世界江河与大坝，第464頁
11. ↑  櫻田純 2020，第321頁
12. ↑  张启舜，第20頁
13. ↑  日本地志，第110頁
14. ↑  10年史，第69頁
15. 1 2  関西地方電気事業百年史，第251頁
16. ↑  天竜川流域にみる日本のダム開発，第142頁
17. ↑  “计划化”和“民主化”，第86頁
18. 1 2 3  10年史，第70頁
19. ↑  日本电力工业，第45頁
20. ↑  吉津洋一，第18頁
21. ↑  日本的崛起 昭和经济史，第604頁
22. ↑  北海道大学大学院法学硏究課 2005，第188頁
23. ↑  中部地方電氣事業史 第2卷，第6頁
24. ↑  湖水を拓く，第148頁
25. ↑  日本通商产业政策史 & 第3卷，第302頁
26. ↑  古賀邦雄. . ダム便覧.   [2010年2月11日]. （原始内容存档于2021年1月5日） （日语）.
27. ↑  日本百科辞典，第250頁
28. ↑  天竜川 治水と利水，第275頁
29. ↑  日本の地理 第1卷，第240頁
30. ↑  電発30年史，第80頁
31. ↑  河川便覧　2004，第98頁
32. ↑  . 天竜川ダム統合管理事務所.   [2023-07-23]. （原始内容存档于2023-07-23） （日语）.
33. ↑  日本人文科學會 1958，第12頁
34. ↑  電発30年史，第77頁
35. ↑  電発30年史，第472頁
36. ↑  島崎稔 & 島崎美代子 2004，第10, 60頁
37. ↑  国土計画協会 1963，第536-537頁
38. ↑  日本人文科學會 1958，第267頁
39. ↑  日本人文科學會 1958，第27頁
40. 1 2  電発30年史，第87頁
41. 1 2 3  日本通商产业政策史 & 第10卷，第472頁
42. 1 2  電発30年史，第72頁
43. ↑  日本人文科學會 1958，第340頁
44. 1 2 3 4  .   [2010年2月11日]. （原始内容存档于2021年1月5日） （日语）.
45. ↑  島崎稔 & 島崎美代子 2004，第204頁
46. ↑  島崎稔 & 島崎美代子 2004，第229-230頁
47. ↑  電発30年史，第86-87頁
48. ↑  湖水を拓く，第11-13頁
49. ↑  電発30年史，第5, 128-129頁
50. ↑  電発30年史，第220-221頁
51. ↑  電発30年史，第221頁
52. ↑  関西学院大学 1974，第6頁
53. ↑  松下圭一 1980，第176頁
54. 1 2  電発30年史，第91頁
55. ↑  日本人文科學會 1958，第393頁
56. ↑  電発30年史，第90頁
57. ↑  日本の多目的ダム 1963年版，第125頁
58. ↑  多目的ダム全集，第152頁
59. ↑  日本人文科學會 1958，第29頁
60. ↑  中央公論社 1965，第113頁
61. ↑  . 2001年  [2010年2月13日]. （原始内容存档于2009年4月20日） （日语）.
62. ↑  大谷健 1978，第220頁
63. ↑  国务院三峡工程建设委员会 & 中国长江三峡工程开发总公司 2004，第361頁
64. ↑  唐纳德·沃斯特 & 侯深 2018，第340頁
65. ↑  10年史，第71頁
66. ↑  時評社 2004，第116頁
67. ↑  電発30年史，第85-86頁
68. 1 2  電発30年史，第86頁
69. ↑  電発30年史，第88頁
70. ↑  .   [2010年2月12日]. （原始内容存档于2021年1月5日） （日语）.
71. ↑  時評社 2004，第115頁
72. ↑  第二アートセンター 1982，第275頁
73. 1 2 3 4 5  10年史，第73頁
74. 1 2  電発30年史，第83頁
75. ↑  CEO的质量经营，第9頁
76. ↑  郑励志 1994，第43頁
77. ↑  10年史，第75頁
78. ↑  天竜川 治水と利水，第253頁
79. ↑  塩田潮 1995，第129頁
80. ↑  .   [2010年2月12日]. （原始内容存档于2021年1月5日） （日语）.
81. ↑  電発30年史，第92頁
82. ↑  電発30年史，第90頁
83. ↑  電発30年史，第119頁
84. ↑  .   [2010年2月12日]. （原始内容存档于2021年1月5日） （日语）.
85. ↑  .   [2010年2月12日]. （原始内容存档于2021年1月5日） （日语）.
86. ↑  世界江河与大坝，第441頁
87. ↑  世界江河与大坝，第446頁
88. ↑  10年史，第75頁
89. ↑  世界江河与大坝，第442頁
90. ↑  電発30年史，第92頁
91. ↑  電発30年史，第98頁
92. ↑  電発30年史，第288頁
93. ↑  電発30年史，第292頁
94. ↑  電発30年史，第144頁
95. ↑  電発30年史，第144, 214, 271頁
96. ↑  前田隆文 2018，第283頁
97. ↑  . www.cbr.mlit.go.jp.   [2023-07-23]. （原始内容存档于2022-08-17）.
98. ↑  日本人文科學會 1958，第24頁
99. ↑  国土計画協会 1963，第97頁
100. ↑  土木学会 1968，第163頁
101. ↑  水資源開発公団30年史，第179-180頁
102. ↑  天竜川 治水と利水，第242頁
103. ↑  天竜川 治水と利水，第239-245頁
104. 1 2  日本科学技术政策史，第199頁
105. ↑  電発30年史，第79頁
106. ↑  天竜川 治水と利水，第68頁
107. ↑  日本の多目的ダム 1963年版，第6頁
108. 1 2 3  天竜川 治水と利水，第109頁
109. ↑  天野礼子 2001，第119頁
110. ↑  電発30年史，第81頁
111. ↑  竹内昭夫 & 塩野宏 1989，第150頁
112. ↑  . 2010年2月15日  [2023年7月23日]. （原始内容存档于2010年8月21日） （日语）.
113. ↑  .   [2013-08-26]. （原始内容存档于2012-01-20）.
114. ↑  天竜川 治水と利水，第253頁
115. ↑  日本共産党中央委員会 1982，第69頁
116. ↑  森薰樹 1986，第17頁
117. ↑  . ダム便覧.   [2019-03-11]. （原始内容存档于2016-03-04） （日语）.
118. ↑  プレジデント 1995，第234頁
119. ↑  小学館 1984，第473頁
120. ↑  高杉晋吾 1980，第64頁
121. ↑  Egawa, T. .  38. 社団法人地盤工学会. 1990  [2019-03-11]. ISSN 0041-3798. （原始内容存档于2016-08-21） （日语）.
122. ↑  . 国土交通省中部地方整備局浜松河川国道事務所.   [2019-03-11]. （原始内容存档于2016-08-09） （日语）.
123. ↑  森薰樹 1986，第10頁
124. ↑  森薰樹 1986，第265頁
125. ↑   [主体未完工的大坝有28个被冻结，前原国土交通大臣制定政策 - 2009年政权更迭]. www.asahi.com. 2009-10-09  [2023-07-13]. （原始内容存档于2023-07-13） （日语）.
126. ↑  . damnet.or.jp.   [2019-03-11]. （原始内容存档于2017-06-22） （日语）.